# Winds of Nagual
Winds of Nagual (Vientos de Nagual) es un composición para banda sinfónica compuesta por Michael Colgrass. Desde que se estrenó, se ha vuelvo una pieza muy popular, siendo considerada un estándar en el repertorio de las bandas. Todas partes se pueden alquilar de Carl Fischer Musica.
La pieza ganó el Sudler Competición de Composición Internacional en 1985.

## Instrumentación
La obra está instrumentada para 3 flautas (todo doblando piccolo), 1 clarinete sopranino, 6 clarinetes sopranos, 1 clarinete contralto, 1 clarinete bajo, 1 clarinete contrabajo, 1 contrafagot, 1 saxofón soprano, 1 saxofón alto, 
6 trompetas, 1 fliscorno, 6 trompas, 6 trombones, 1 bombardino, 1 tuba, 1 contrabajo, 1 celesta y 1 piano, 1 arpa, los timables, y 5 partes de percusión.